# روبن هوسپیان
روبن هوُسپیان (ارمنی: Ռուբեն Հովսեփյան؛ ۵ مهٔ ۱۹۳۹ – ۲۷ اکتبر ۲۰۱۶) رمان‌نویس، مترجم، ویراستار و سیاست‌مدار اهل ارمنستان بود. وی نماینده دوره‌های دوم و سوم مجلس ملی جمهوری ارمنستان بوده‌است.

## زندگی‌نامه
وی در ۵ مهٔ ۱۹۳۹ در ایروان به دنیا آمد و از دانشگاه دولتی ایروان فارغ‌التحصیل گشت. وی همچنین برنده جوایزی همچون مدال موسس خورناتسی، چهره فرهنگی شایسته جمهوری ارمنستان شد. وی در ۲۷ اکتبر ۲۰۱۶ در سن ۷۷ سالگی درگذشت